# Hypoechinorhynchus magellanicus
Hypoechinorhynchus magellanicus is een soort haakworm uit het geslacht Hypoechinorhynchus. De worm behoort tot de familie Arhythmacanthidae. Hypoechinorhynchus magellanicus werd in 1950 beschreven door S. Szidat.